# Sidevendt korsgreb
Sidevendt korsgreb hedder også mere populært, "Savefatning". 
Sidevendt korsgreb holder man ved at damen rækker begge sine hænder til venstre og herren sine til højre. Hænderne danner et kors mellem disse to dansere. I nogle danse skal man gøre det der hedder at save. Det betyder ikke at man skal have fat i en sav, men man saver ved at damen, uden at slippe herrens hånd, trækker sin venstre hånd til sig og lader herren trække i den højre hånd. Samtidig vender de sig rundt så de først vender front mod hinanden, og efterfølgende den anden side til.
Der er andre danse hvor dette ikke er 'tilladt'. Her skal hele parret vende rundt.